# Elecciones locales en Andes (Antioquia) de 2015
Las Elecciones locales en Andes de 2015, se llevaron a cabo el 25 de octubre de 2015 en el municipio de Andes (Antioquia). En dichas elecciones, los habitantes Andinos eligieron los siguientes cargos para un periodo de cuatro años contados a partir del 1° de enero de 2016:
- Alcalde de Andes
- Gobernador de Antioquia.
- 13 miembros del Concejo municipal de Andes.
- 26 Diputados de la Asamblea de Antioquia.

## Legislación
Según la Constitución de Colombia, pueden ejercer su derecho a sufragio los ciudadanos mayores 18 años de edad que no hagan parte de la Fuerza Pública, no estén en un proceso de interdicción, y que no hayan sido condenados. Las personas que se encuentran en centros de reclusión, tales como cárceles o reformatorios, podrán votar en los establecimientos que determine la Registraduría Nacional. La inscripción en el registro civil no es automática, el ciudadano debe dirigirse a la sede municipal de la Registraduría para inscribir su identificación personal en un puesto de votación.
La Ley 136 de 1994 establece que para ser elegido alcalde se requiere ser ciudadano colombiano en ejercicio y haber nacido o ser residente del respectivo municipio o de la correspondiente área metropolitana durante un año anterior a la fecha de inscripción o durante un período mínimo de tres años consecutivos en cualquier época. El alcalde se elige por mayoría simple, sin tener en cuenta la diferencia de votos con relación a quien obtenga el segundo lugar.
Está prohibido para los funcionarios públicos del municipio difundir propaganda electoral a favor o en contra de cualquier partido, agrupación o movimiento político, a través de publicaciones, canales de televisión y de radio o imprenta pública, según la Constitución y la Ley Estatutaria de Garantías Electorales. También les está expresamente prohibido acosar, presionar, o determinar, en cualquier forma, a subalternos para que respalden alguna causa, campaña o controversia política.
Los organismos encargados de velar administrativamente por el evento son la Registraduría Nacional del Estado Civil y el Consejo Nacional Electoral

### Voto en blanco
En Colombia el voto en blanco se considera una expresión del disenso a través del cual se promueve la protección de la libertad del elector. En la normativa electoral colombiana, el voto en blanco es “una expresión política de disentimiento, abstención o inconformidad, con efectos políticos”.
Algunas discusiones del Congreso se señaló que esa mayoría debía ser mayoría simple, sin embargo la Corte Constitucional ha hecho consideraciones que indican que se requeriría de mayoría absoluta, aunque no se ha pronunciado, ni conceptuado sobre este acto legislativo.

## Antecedentes
En las Elecciones locales anteriores, el gobierno de turno logró conservar el poder municipal, con una clara victoria del candidato Conservador Elkin Jaramillo, quien además, obtuvo 8 de 13 concejales, lo que le valió obtener una clara gobernabilidad para los cuatro años de gobierno municipal. 
En diciembre de 2012 la coalición oficial sufre un revés al ser destituido e inhabilitado para ejercer cargos públicos el concejal de la U Aureliano Marin Gallego, quien a pesar de estar en la bancada de la U pertenecía a la coalición del alcalde Jaramillo. el concejal Marin fue reemplazado por Olmer David Solís Tobón. 
En las Elecciones legislativas de Colombia de 2014, tres Andinos aspiraron a la Cámara de Representantes. El Conservador Horacio Gallón Arango, Juan Felipe Lemos del partido de la U y William Henao de la ASI. Los dos primeros lograron obtener curul en el congreso colombiano con lo cual se revalidaron como los líderes de los dos principales equipos políticos existentes en el municipio de Andes.

## Candidatos a la Alcaldía
Para suceder al alcalde Elkin Jaramillo, las siguientes personas se inscribieron como candidatos ante la registraduría:

### Partido Conservador
Álvaro Diego Pareja Jaramillo
Abogado de la Universidad Autónoma latinoamericana, especialista en derecho administrativo de la Universidad Pontificia Bolivariana y en alta gerencia de la Universidad de Medellín. Fue Personero de Andes de 2001 a 2008 en los periodos de los alcaldes Jaime Arbeláez y Julio Arboleda y procurador judicial encargado del municipio de Andes. Así mismo, se ha desempeñado como abogado litigante y como docente de la Universidad Cooperativa de Colombia. Cuenta con el respaldo del Representante a la cámara Horacio Gallón Arango y de una importante cantidad de Concejales de su equipo Político. En la convención del 14 de febrero de 2014, fue elegido como el candidato único del Partido Conservador a la Alcaldía de Andes.

### Partido de la U
John Jairo Mejía Aramburo
Ingeniero Civil de la Universidad Nacional, fue secretario de Planeación e infraestructura física del Municipio de Andes. Aspiró a la alcaldía en las Elecciones locales en Andes (Antioquia) de 2011, donde obtuvo el 2° puesto y 6,314 votos. Tiene el respaldo del Representante a la cámara Juan Felipe Lemos y del poder económico que ostenta la familia de su esposa, la exsecretaria de Gobierno María Eugenia Mejía. Así mismo, el candidato de La U cuenta con el apoyo de diversos sectores que se alejaron del equipo político del Congresista Horacio Gallón.

### Centro Democrático
Carlos Alfonso Castro Beltrán
Administrador público de la ESAP, con postgrado en Métodos Administrativos y de Producción y en Gerencia de Proyectos. Es teniente retirado del ejército de Colombia y se ha desempeñado de igual manera como concejal de Andes, Inspector de policía de La Estrella y profesor de cátedra del Colegio Mayor y del ITM. Actualmente es Director de la Escuela de Administración de Empresas Turísticas. El 26 de abril de 2015, la convención municipal del Centro Democrático ratificó la candidatura de Castro Beltrán a la alcaldía de Andes.

### Precandidaturas Declinadas
- Carlos Alberto Osorio Calderón:Exconcejal y abogado de la Universidad de Antioquia, especialista en derecho de familia y administración pública, renunció en julio de 2014 al concejo con el fin de aspirar a la alcaldía de Andes, posteriormente adhirió a la campaña del candidato John Jairo Mejía Aramburo.

- David Fernando Romero Vélez: Ingeniero Forestal de la Universidad Nacional, especialista en proyectos de la Universidad de Medellíny exsecretario de planeación, era el candidato del Partido Liberal pero finalmente adhirió al candidato John Jairo Mejía Aramburo.

- Andrés Felipe Osorio Bustamante: Secretario de Desarrollo económico en el primer año de gobierno del alcalde Elkin Jaramillo y Director Ejecutivo de la Corporación Ayuda humanitaria. Al perder la convención en la cual se eligió el candidato único de los conservadores, adhirió al candidato Álvaro Pareja, ganador de la consulta.

- Liliana Zapata Rivas Ex Secretaria de Desarrollo económico y social de Andes.

- Jamer Augusto Ortega Patiño: Comunicador social de la UDAD y estudiante de Derecho de la Corporación Universitaria Americana. Fue Concejal de Andes durante 3 periodos y presidente de la corporación. Al perder la convención en la cual se eligió el candidato único de los conservadores, adhirió al candidato John Jairo Mejía Aramburo.

## Campaña Electoral
La campaña, inicia formalmente el 25 de julio de 2014, según lo indicado por la ley Colombiana. Aunque tradicionalmente la campaña inicia en los primeros meses del año, cuando se consolidan formalmente las campañas y los candidatos definitivos. En los últimos meses del año anterior a las elecciones (2014), se realiza el trabajo inicial de los precandidatos con el fin de consolidar su nombre y la estructura política y económica de la campaña.
En julio de 2014, el concejal Carlos Alberto Osorio Calderón, del partido de la U, renuncia al concejo con el fin de aspirar a la alcaldía de Andes, Fue reemplazado por Luis Emilio Castañeda, posteriormente adhirió al candidato de la La U, John Jairo Mejía. El mismo mes, él concejal de la ASI Genaro Restrepo renunció a su curul en el Concejo luego de su expulsión de su partido por doble militancia y adhirió al equipo político del candidato Mejía Aramburo, su reemplazo fue Luz Adriana Fernández.
El 20 de octubre de 2014, renunció la secretaria de desarrollo económico de Andes, la administradora de empresas Liliana Zapata Rivas, con el fin de aspirar a la alcaldía. La exsecretaria de desarrollo económico contaba con el apoyo del alcalde municipal y surgía como la principal contendiente de Álvaro Diego Pareja por la candidatura única del Partido Conservador de darse un reagrupamiento de las fuerzas políticas del alcalde Elkin Jaramillo y el representante a la cámara Horacio Gallón.
El 14 de febrero, el Partido Conservador realizó su convención con el único fin de elegir el candidato único del partido para las elecciones de octubre de 2015. Asistieron 247 convencionistas, quienes elegirían entre los precandidatos Álvaro Pareja, Liliana Zapata, Andrés Felipe Osorio y Jamer Augusto Ortega. Al final, el precandidato Álvaro Pareja se impuso en las urnas con 224 votos, frente a 7 de Andrés Felipe Osorio y Jamer Ortega, 6 de Liliana Zapata y 3 nulos. La precandidata Liliana Zapata no asistió a la convención.
El 25 de julio, se inscribieron en la registraduria los tres candidatos. El primero en hacerlo fue el candidato del Centro Democrático Carlos Alfonso Castro Beltrán, a quien acompaña una lista en el concejo municipal, la de su partido Centro Democrático. En segundo lugar, se inscribió el candidato del partido de la U John Jairo Mejía, acompañado de tres listas al concejo municipal: partido de la U, Partido Liberal y Alianza Social Independiente. El último en inscribirse fue Álvaro Pareja Jaramillo avalado por el Partido Conservador y a quien acompañan seis listas del concejo: Partido Conservador, Cambio Radical, Opción Ciudadana, Alianza Verde, Polo Democrático y MAIS.
Con el cierre de las inscripciones, se registraron 128 candidatos al concejo municipal en 10 partidos y 3 candidatos a la alcaldía municipal. Como hecho resaltable, los concejales del partido de la U Gerardo Henao y Olmer Solís, no obtuvieron el aval por parte de su partido, por lo que no podrán aspirar a una reelección de su curul en el órgano edilicio municipal.
Durante el proceso de revocatoria de inscripciones, las autoridades electoral revocaron cinco candidaturas al concejo: Los candidatos por el partido de la U Jaime Moreno y Genaro Restrepo por doble militancia y el candidato Rafael Zapata Ospina por estar inmerso en las inhabilidades descritas por la ley 617. De igual manera fueron revocadas las inscripciones del candidato Víctor Hugo Mendoza de la ASI y Fabián Gutiérrez de Opción Ciudadana, ambos por estar inhabilitados según la ley 617.

## Alcaldía
El 25 de octubre de 2015 fue elegido alcalde del municipio John Jairo Mejía, cuyo mandato comenzará el 1 de enero de 2016 y terminará el 31 de diciembre de 2019. De 34.081 votos potenciales, 19.190 participaron, recibiendo Mejía 9.309, es decir el 51,24%, mientras que su contrincante más cercano, Álvaro Pareja, logró 8.241 es decir el 45,36% de los votos, y Alfonso Castro ocupó el tercer lugar con 269 votos, o sea el 1,48%.
En sus primeras palabras como alcalde electo, John Jairo Mejía agradeció al pueblo andino por el acompañamiento y por creer en su programa de gobierno. "Mi compromiso es cumplir mi programa de gobierno, cumplir con lo que escribí, cumplir con lo que el pueblo acaba de decidir" indicó Mejía Aramburo, igualmente agradeció a los dos candidatos perdedores por su participación en la contienda política. 

## Encuestas
| Fecha      | Encuestador       | Candidato     | Candidato        | Candidato      | Candidato      | Candidato      | Candidato | Candidato        | Candidato       | Candidato         | Candidato |
| Fecha      | Encuestador       | Álvaro Pareja | John Jairo Mejía | Alfonso Castro | Jaime Arbeláez | Voto en blanco | Ninguno   | Indeciso (Ns/Nr) | Margen de error | Fuente            |           |
| ---------- | ----------------- | ------------- | ---------------- | -------------- | -------------- | -------------- | --------- | ---------------- | --------------- | ----------------- | --------- |
| 18/02/2015 | Tuvotación.com    | 49,55%        | 20,91%           | -              | 29,55%         | -              | -         | -                | 6%              | Tuvotación.com    |           |
| 25/09/2015 | Orsan Call Center | 45%           | 33%              | 12%            | -              | 6%             | -         | 4%               | -               | Orsan Call Center |           |

## Concejo Municipal
la votación para la conformación del Concejo Municipal arrojó los siguientes resultados:
| Partido                                  | Tipo¹                | Votos | %     | Curules |
| ---------------------------------------- | -------------------- | ----- | ----- | ------- |
| Partido de la U                          | Preferente           | 4.624 | 24,45 | 4       |
| Partido Conservador Colombiano           | Preferente           | 3.808 | 20,14 | 4       |
| Alianza Verde                            | Preferente           | 1.979 | 10,46 | 2 (+1)  |
| Partido Liberal Colombiano               | Preferente           | 1597  | 8,44  | 1 (+1)  |
| Alianza Social Independiente             | Preferente           | 1.276 | 6,75  | 1       |
| Cambio Radical                           | Preferente           | 1.044 | 5,52  | 1       |
| Opción Ciudadana                         | Preferente           | 718   | 3,80  | 0 (-1)  |
| Polo Democrático Alternativo             | Preferente           | 709   | 3,75  | 0       |
| Centro Democrático                       | No preferente        | 220   | 1,16  | 0       |
| Movimiento Alternativo Indígena y Social | No Preferente        | 176   | 0,93  | 0       |
| Votos blancos                            | Votos blancos        | 433   | 2,29  | 2,29    |
| Votos nulos                              | Votos nulos          | 1.274 | 6,74  | 6,74    |
| Tarjetas no marcadas                     | Tarjetas no marcadas | 1052  | 5,56  | 5,56    |

- (¹) - Existen dos tipos de voto para elecciones para el Concejo de Andes. Con el voto preferente el partido o movimiento político opta por inscribir una lista abierta de tal manera que el elector vota no solo por el partido o movimiento político sino además por alguno de los candidatos que componen la lista. Obtienen curul los candidatos que más votos obtuvieron dentro del partido, dependiendo del número de escaños que alcance la colectividad, sin importar el orden de inscripción dentro de la lista. Con el voto no preferente se inscribe una lista cerrada de tal manera que el elector sólo vota por el partido o movimiento político. La asignación de curules se hace en el orden de inscripción dentro de la lista, dependiendo del número de escaños que alcance el partido.

### Concejales electos
| Partido                        | Concejal                         | Votación |
| ------------------------------ | -------------------------------- | -------- |
| Partido de la U                | Juan Gonzalo Berrío Echavarría   | 1.095    |
| Partido de la U                | Juan Pablo Vásquez Castañeda     | 883      |
| Partido de la U                | Alveiro Mora Taborda             | 508      |
| Partido de la U                | Pedro José Cardona Pareja        | 346      |
| Partido Conservador Colombiano | Jhon Jairo Correa                | 645      |
| Partido Conservador Colombiano | Wilfor Alexander Henao Fernández | 565      |
| Partido Conservador Colombiano | Carlos Mario Álvarez Álvarez     | 458      |
| Partido Conservador Colombiano | Huberto Bustamante Osorio        | 452      |
| Alianza Verde                  | John Alejandro Garzón Ramírez    | 791      |
| Alianza Verde                  | Julián Alberto Ramírez Cortes    | 263      |
| Partido Liberal Colombiano     | David Fernando Romero Vélez      | 522      |
| Alianza Social Independiente   | Jonatan Stid Contreras Ramírez   | 492      |
| Cambio Radical                 | María Amparo Osorio Morales      | 345      |

## Asamblea Departamental
la votación para la Asamblea Departamental de Antioquia en Andes arrojó los siguientes resultados:
| Partido                                  | Tipo¹                | Votos | %     |
| ---------------------------------------- | -------------------- | ----- | ----- |
| Partido de la U                          | Preferente           | 4.487 | 26,02 |
| Partido Conservador Colombiano           | Preferente           | 2.132 | 12,36 |
| Polo Democrático Alternativo             | Preferente           | 2.005 | 11,63 |
| Centro Democrático                       | Preferente           | 825   | 4,78  |
| Partido Liberal Colombiano               | Preferente           | 526   | 3,05  |
| Cambio Radical                           | Preferente           | 509   | 2,95  |
| Alianza Verde                            | Preferente           | 502   | 2,91  |
| Alianza Social Independiente             | Preferente           | 256   | 1,48  |
| Movimiento Alternativo Indígena y Social | Preferente           | 96    | 0,56  |
| Opción Ciudadana                         | No Preferente        | 80    | 0,46  |
| MIRA                                     | Preferente           | 75    | 0,43  |
| Votos blancos                            | Votos blancos        | 1.451 | 8,41  |
| Votos nulos                              | Votos nulos          | 870   | 5,04  |
| Tarjetas no marcadas                     | Tarjetas no marcadas | 3.434 | 19,91 |

- (¹) - Existen dos tipos de voto para elecciones para la Asamblea de Antioquia. Con el voto preferente el partido o movimiento político opta por inscribir una lista abierta de tal manera que el elector vota no solo por el partido o movimiento político sino además por alguno de los candidatos que componen la lista. Obtienen curul los candidatos que más votos obtuvieron dentro del partido, dependiendo del número de escaños que alcance la colectividad, sin importar el orden de inscripción dentro de la lista. Con el voto no preferente se inscribe una lista cerrada de tal manera que el elector sólo vota por el partido o movimiento político. La asignación de curules se hace en el orden de inscripción dentro de la lista, dependiendo del número de escaños que alcance el partido.